# تصوير الماكرو
 تصوير الماكرو  وهو التصوير عن قرب. اى تصوير فوتوغرافي للاشياء بمسافة قريبة جدا، وعادة يكون للاجسام الصغيرة جدا. سابقا كان يعتبر تصويرا ماكرويا عندما يكون فيه حجم الجسم على النيجاتيف أكبر من الحجم الحقيقي. ولكن في الوقت الحالي فإنه يشار اليه عندما تكون الصورة النهائية للجسم في حجم أكبر من الحجم الحقيقي. حيث ان نسبة حجم الجسم على الفيلم المستوي (أو مستشعر الصورة المستوي) إلى الحجم الطبيعي للجسم تعرف باسم نسبة التكبير. وبالمثل، 'عدسة الماكرو' هي عدسة قادرة على التكبير بنسبة أكبر من 1:1، على الرغم من أنه يشار الآن إلى أي عدسة مع نسبة تكبير كبيرة، على الرغم من تجاوز نسبة 1:1نادرا.
خارجا عن والعمليات الفنية للتصويرو المبنية على أساس الفيلم، حيث ان حجم الصورة على النيجاتيف أو مستشعر الصورة هو موضوع المناقشة، الصورة المطبوعة أوعلى الشاشة، تضفي حالة أكثر شيوعا لصورة  الماكرو . على سبيل المثال، عند إنتاج صورة بحجم 6 × 4 بوصة (15 × 10 سم) تطبع باستخدام فيلمتنسيق 135 أو جهاز الاستشعار، نتيجة بالحجم الطبيعي تكون ممكنة مع عدسة بنسبة التكبير 1:4.
وتعتبر نسب التكبير أكبر من 1:1 في عالم التصوير المجهري، يمكن تحيققها في كثير من الأحيان مع المجهر الرقمي.

## معدات وتقنيات

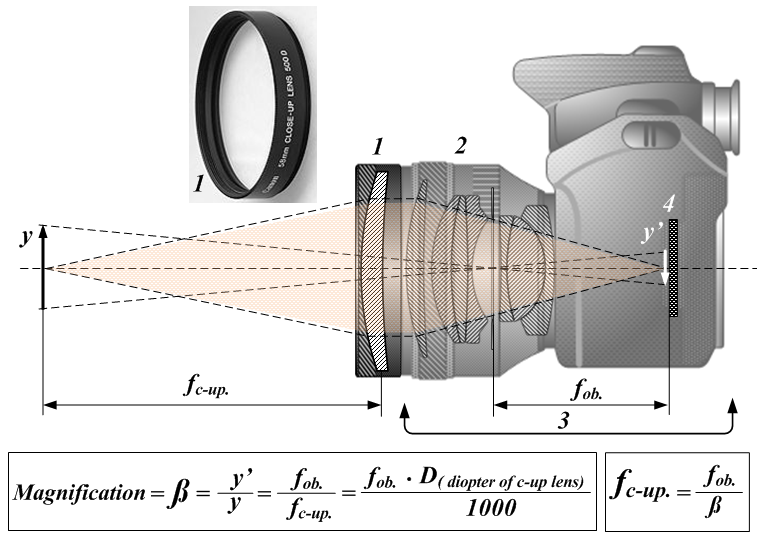
Macro photography using close-up lens.

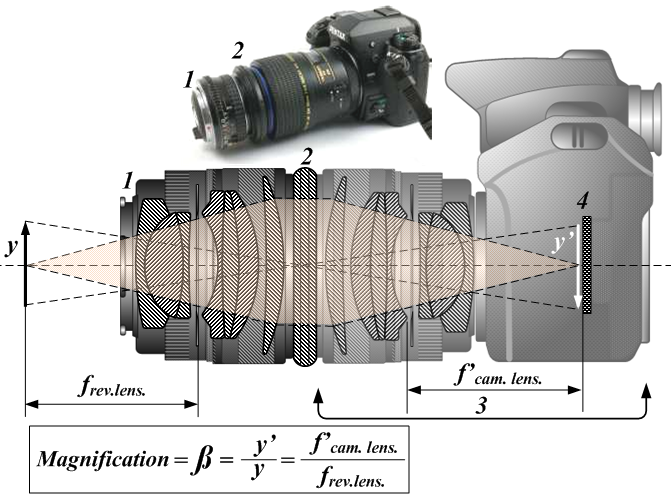
Reversed lens macro photography optical scheme.

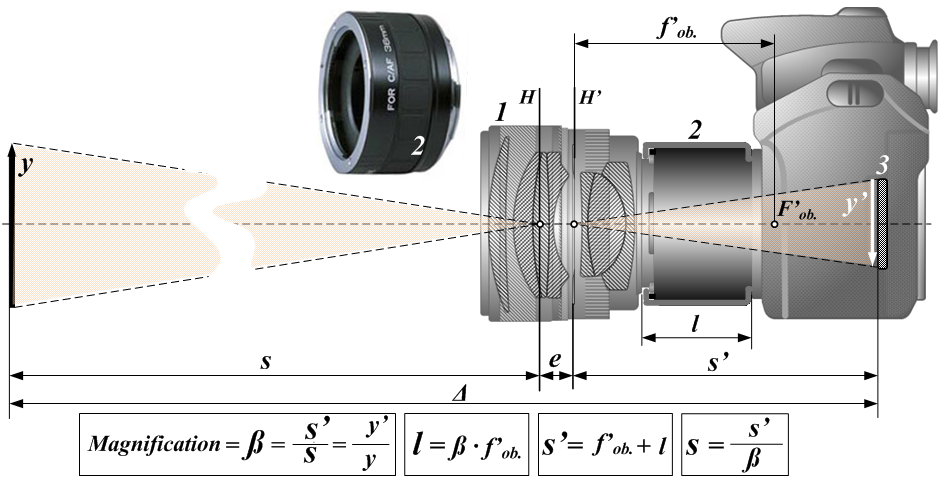
Optical scheme of macrophotography using extension
tube.

عدسات "ماكرو" مصممة خصيصا للعمل عن قرب مع اسطوانة طويلة للبؤرة الوثيقة، هي واحدة من الأدوات الأكثر شيوعا لتصوير الماكرو. (نيكون تصنف العدسات كمايكروو وذلك مستقى من استخدامها في البداية لتكبير الميكروفورم، ولكن معظم صناع العدسات يستخدمون المصطلح ماكرو") لهذه العدسات نسب التكبير العالية حيث انها الأمثل في محيطها. أغلب عدسات الماكرو الحالية لها بؤرة مستمرة من الماكرو إلى ما لا نهاية، وذلك باستخدام آليات معقدة التركيز التي تغير الصيغة البصرية. في معظم الحالات هذه العدسات البصرية توفر جودة ممتازة عندما تستخدم للتصوير العادي، على تارغم من أن عدسات الماكرو يقام بتحسينها لتوفير أفضل أداء لها في التكبير في أعلى مستوياته. عدسات الماكرو الحقيقية، مثل كانون MP - E 65mm F/2.8 1 - 5X عدسة ماكرو
Canon MP-E 65 mm f/2.8، يمكن ان تحقق مستوى أعلى من التكبير عن الحجم الحقيقي للجسم، وتمكن تصوير عيني الحشرات الصغيرة، والثلج، والأشياء الأخرى الضئيلة. ومع ذلك، فان عدسات الماكرو مع نسب 1:1 أو 1:2 هي أكثر شيوعا، وكثير من هذه تجدها جيدة لاستخدام الفوتوغرافي العام، لأن عدساتها ممتازة.
عدسات الماكرو مع أبعاد بؤرية مختلفة تجد لها استخدامات مختلفة:
- 45-65 مم—التصوير الفوتوغرافي المنتج، للاشياء الصغيرة التي يمكن تناولها عن كثب دون التسبب في تأثير غير مرغوب فيه، والمشاهد التي تتطلب خلفية طبيعية
- 90-105 مم—الحشرات والزهور، والأشياء الصغيرة من مسافة مريحة
- 150-200 مم—الحشرات والحيوانات الصغيرة الأخرى التي تحتاج إلى مسافة إضافية للعمل

تمديد المسافة بين العدسة والفيلم أو جهاز الاستشعار، إما عن طريق إدراج اسطوانة التمديد أو الكير القابل للتعديل بشكل مستمر، هو خيار آخر لمعدات تصوير الماكرو.
وكذلك زيادة البعد بينالعدسة والفيلم أو جهاز الاستشعار، يزيد مسافة التركيز، ويزيد التكبير، وقتامة ضوء الصورة في الفتحة نفسها. أيضا اسطوانات من اطوال مختلفة توضع معا، تقرب العدسة من الجسم وتزيد المسافة والتكبير. الكير أو الاسطوانات تمحو تركيز البؤرة إلى اللانهاية. يمكن استخدامها جنبا إلى جنب مع بعض التقنيات الأخرى (على سبيل المثال، عكس عدسة).
وضع عدسات اضافية مساعدة مقربة للعدسة (أو «فلتر تقريب») أمام عدسة الكاميرا هو خيار آخر.حيث ان ادخال مثل هذه الأدوات أو التجهيزات والمعدات التي تزيد من التكبير فكرة جيدة وغير مكلفة.